# 二氟二碘甲烷
二氟二碘甲烷是一种有机化合物，化学式为CF2I2。它可由二氟溴乙酸钾或二氟溴乙酸甲酯和碘化亚铜、碘化钾、碘在DMF中反应得到，或由四碘甲烷、1,2-二氯苯和氟化汞反应制得。在四乙酸铅催化下，它和乙烯基三甲基硅烷反应，得到(3,3-二氟-1,3-二碘丙基)三甲基硅烷。